# Conus compressus
Conus compressus is een in zee levende slakkensoort uit het geslacht Conus. De slak behoort tot de familie Conidae. Conus compressus werd in 1810 beschreven door Jean-Baptiste de Lamarck. Net zoals alle soorten binnen het Conusgeslacht zijn deze slakken roofzuchtig en giftig. Ze zijn in staat om mensen te steken en moeten daarom zorgvuldig worden behandeld.